# Lenzovo pravilo
Lenzovo pravílo [léncovo ~] v fiziki pove predznak inducirane napetosti pri elektromagnetni indukciji. Obstaja več enakovrednih formulacij Lenzovega pravila:
- Pri premikanju vodnika v magnetnem polju požene inducirana napetost inducirani tok po tokokrogu tako, da magnetna sila na inducirani tok nasprotuje zunanji sili.

Ker inducirana napetost ni vezana na sklenjen električni krog, ampak se pojavi tudi med krajiščema prečke, ki se giblje prečno na silnice magnetnega polja, se lahko zapiše Lenzovo pravilo tudi v obliki:
- Predznak inducirane napetosti je tak, da bi se magnetna sila na tok, ki bi ga poganjala napetost, upirala zunanji sili.

Če se vpelje magnetni pretok, se lahko Lenzovo pravilo formulira v obliki:
- Magnetno polje induciranega toka ima nasprotno smer od zunanjega magnetnega polja, če magnetni pretok po ovoju narašča.

Lenzovo pravilo je skladno z zakonom o ohranitvi energije in je že vsebovano v indukcijskem zakonu. 
Pravilo nosi ime po baltsko-nemškem fiziku Heinrichu Lenzu, ki ga je formuliral leta 1834.